# الاعتماد على المكافأة
يُعرف الاعتماد على المكافأة بوصفه ميلًا نحو الاستجابة بدرجة كبيرة على إشارات المكافأة، على وجه التحديد الإشارات اللفظية للقبول الاجتماعي، والدعم الاجتماعي والتعاطف. عند انحراف مستويات الاعتماد على المكافأة عن المعدل الطبيعي، يمكن ملاحظة تطور العديد من اضطرابات الشخصية والإدمان.
في علم النفس، يُعتبر الاعتماد على المكافأة سمة شخصية قابلة للانتقال بالوراثة إلى حد ما وثابتة على مر الحياة. يمكن النظر في هذه السمة بوصفها آلية عصبية نفسية وراثية مسؤولة عن توجيه إدراكنا لمجتمعنا وبيئتنا. على الرغم من ولادة الفرد بهذه السمات الشخصية، يُعد التعبير عنها خلال دورة حياتنا أمرًا قابلًا للتعديل عبر تطورنا.

## فيزيولوجيا الدماغ
يصف كلونيغر الاعتماد على المكافأة بأنه المكون الرئيسي لنظام حفظ السلوك (بي إم إس). يؤثر النورإبينفرين (إن إي)، بعيدًا عن دوره في إنتاج التيقظ واليقظة، في نظام المكافأة في الدماغ من خلال المساهمة في تعلم الارتباطات الزوجية الجديدة.
وفقًا لكلونيغر، يمتلك الناقل العصبي النورإبينفرين المسارات الصاعدة الرئيسية الخاصة به التي تنشأ من الموضع الأزرق من الجسر، وتتجه إسقاطاتها داخليًا إلى البنى النطاقية وتحت المهادية لتتفرع بعد ذلك نحو الأعلى إلى القشرة الجديدة. 
- توجد صلة بين الاعتماد على المكافأة و«تيارات الاتصال القابلة للانفصال» في الدماغ. تتنبأ إسقاطات الجسم المخطط وسبله داخل فص الجبهة بالاختلافات الفردية في معالجة المكافأة، والاعتماد على المكافأة والسلوكيات الموجهة بالمكافأة. تشير هذه النتائج إلى إمكانية تأثر السمات الشخصية بقوة الاتصال النطاقي المخططي.[4]
- يتميز الاعتماد عالي المستوى على المكافأة بالتعلم من إشارات المكافأة، والتكرار المستمر للأفعال المرتبطة بالمكافأة، وزيادة القدرة على التواصل الاجتماعي والحاجة إلى القبول الاجتماعي. يُعد الجسم المخطط، خاصة المناطق الظهرية منه، ضروريًا من أجل تنفيذ هذه الوظائف.
- باستخدام التصوير المقطعي بالإصدار البوزيتروني (بّي إي تي)، أظهر الباحثون وجود علاقة بين الاعتماد على المكافأة والارتباط مع مستقبلات أشباه الأفيونات (نظام الإندروفين) في الجسم المخطط البطني ثنائي الجانب: الركيزة الجوهرية لدائرة المكافأة التي تساهم بقوة في تطوير السلوك الإدماني. تشير هذه النتائج إلى امتلاك الأفراد ذوي الاعتماد المرتفع على المكافأة (الذين يشعرون بحاجة أكبر إلى المكافآت الاجتماعية والقبول اللفظي) عددًا أكبر من مستقبلات أشباه الأفيونات في الجسم المخطط البطني، بينما يمتلك الأفراد ذو الاعتماد المنخفض على المكافأة تركيزًا أقل من هذه المستقبلات. من المقترح بالتالي أن مستقبلات أشباه الأفيونات المخططية البطنية المرتفعة قادرة على توفير الرابط الحيوي بين السمات الشخصية وخطر الإدمان على المخدرات. [5]
- أظهرت دراسات «إف إم آر آي» وجود اعتماد أكبر على المكافأة لدى الأفراد ذوي التطور غير الناضج للجزء السفلي من الفص الجبهي حول السطح الداخلي للخط المتوسط من الدماغ. لُوحظ أيضًا امتلاك الأفراد ذوي الشخصيات المعتمدة على المكافأة الاجتماعية لكمية أقل من النسج الدماغية في القسم الجبهي المخططي من الدماغ (على سبيل المثال، غالبًا ما يرتبط تلف المنطقة الجبهية المخططية مع التوحد والفصام). شملت الدراسات أيضًا العلاقة بين تركيز المادة الرمادية (النسيج الدماغي الحاوي على الخلايا) في مختلف مناطق الدماغ والاعتماد على المكافأة الاجتماعية. لاحظت الدراسة ارتفاع الدرجة التي يحرزها الأفراد على مقياس «آر دي» الاجتماعي بارتفاع تركيز النسيج في القشرة الجبهية الحجاجية (الجزء الخارجي من الدماغ الواقع فوق العينين تمامًا) والجسم المخطط البطني (بنية عميقة في مركز الدماغ). يحذر الباحثون من اقتصار هذه الدراسات على الشكل الارتباطي والمستعرض وعدم كفاية أي من هذه الأبحاث في إثبات قدرة بنية الدماغ على تحديد الشخصية، على الرغم من إمكانية مساهمة الشخصية، من خلال الخبرات المختلفة، في تحديد بنية الدماغ.[6]
- ارتبط الاعتماد على المكافأة الاجتماعية أيضًا مع الفصين الصدغيين، وكثافة المادة الرمادية الذنبية (جي إم دي) في القشرة الجبهية الحجاجية والعقد القاعدية للجسم المخطط البطني. تلعب هذه البنى الغنية بمستقبلات الدوبامين دورًا هامًا للغاية في استقبال المكافأة، وتوقع المحفزات وأخطاء التنبؤ بالمكافأة الأولية والثانوية البسيطة وغير المترابطة. تشير هذه النتائج الهامة إلى وجود ارتباط بين دوائر معالجة المكافأة الأولية والاعتماد على المكافأة، التي تتوافق مع الدراسات البحثية باستخدام «إف إم آر آي» التي أظهرت حدوث تنشيط الدوائر المخططية بعد اختبار المكافأة المركبة.[7]
- لُوحظ أيضًا وجود علاقة بين معالجة المكافأة الأولية والقشرة الجبهية الحجاجية وكثافة المادة الرمادية في الجسم المخطط البطني، إذ ارتبط ارتفاع نتائج «آر دي» مع التفاعلات بين إسقاطات الدوبامين، والببتيدات العصبية وأشباه الأفيونات في الجسم المخطط البطني. يتضح هنا بالتالي الدليل على وجود ترتيب بنيوي دماغي مائل نحو التفاعلات الاجتماعية، إلى جانب تشارك كل من الحساسية لإشارات المكافأة الاجتماعية البارزة ومعالجة المكافأة الأولية بأنظمة دماغية واحدة. [8]

بالإضافة لهذه النتائج، أمكن تحديد الأقطاب الصدغية ثنائية الجانب التي ترتبط فيها كثافة المادة الرمادية مع الاعتماد على المكافأة. ترسل قشرة فص الجبهة الإنسية والقشرة الجبهية الحجاجية، إلى جانب البنى الصدغية، إسقاطات نحو القطب الصدغي، ما يسمح بتكامل معلومات منبهات المكافأة بين المنطقتين. أظهرت دراسة باستخدام «إف إم آر آي» وجود نشاط في الأقطاب الصدغية ومناطق الجسم المخطط البطنية استجابة للمكافآت الاجتماعية (مثل الدعابات) بالإضافة إلى التطلع للحصول على مكافآت أبسط (مثل المال).